# 히말라야땃쥐
히말라야땃쥐(Soriculus nigrescens)는 땃쥐과에 속하는 포유류의 일종이다. 히말라야땃쥐속(Soriculus)의 유일종이다. 부탄과 중국, 인도, 미얀마 그리고 네팔에서 발견된다.

## 아종
2종의 아종이 알려져 있다.
- Soriculus nigrescens nigrescens
- Soriculus nigrescens minor